# Saint-Elzéar-de-Témiscouata
Saint-Elzéar-de-Témiscouata es un municipio canadiense situado en la provincia de Quebec.

## Superficie
Saint-Elzéar-de-Témiscouata tiene una superficie de 151,14 km².

## Demografía
En 2021, tenía 311 habitantes, una densidad poblacional de 2,1 hab./km², y 154 viviendas.